# Salvelino-ártico
O salvelino-ártico (Salvelinus alpinus) é um peixe de água fria da família Salmonidae, nativo de lagos alpinos, bem como de águas costeiras árticas e subárticas no Holoártico.

## Distribuição e habitat
Ele desova em água doce e suas populações podem ser lacustres, ribeirinhas ou anádromas, onde retornam do oceano para seus rios de água doce para desovar. Nenhum outro peixe de água doce é encontrado tão ao norte; ele é, por exemplo, a única espécie de peixe no Lago Hazen [en], que se estende até 81° 56′ N, 68° 55′ O na Ilha Ellesmere, no norte do Canadá. É uma das espécies de peixe mais raras da Grã-Bretanha e da Irlanda, encontrada principalmente em lagos glaciais profundos e frios, e está em risco de acidificação. Em outras partes de sua área de distribuição, como nos países nórdicos, é muito mais comum e é pescado extensivamente. Na Sibéria, é conhecido como golets (em russo: голец) e foi introduzido em lagos onde, às vezes, ameaça espécies endêmicas menos resistentes, como o Salvelinus elgyticus [en] e o Salvethymus svetovidovi no Lago El'gygytgyn.

## Descrição
O salvelino-ártico é parente próximo do salmão e da truta-do-lago, e tem muitas características de ambos. A cor do peixe é muito variável, dependendo da época do ano e das condições ambientais do lago onde vive. A aparência do salvelino-ártico difere entre as populações. O lado dorsal do salvelino-ártico é escuro, enquanto o ventral varia de vermelho, amarelo e branco.

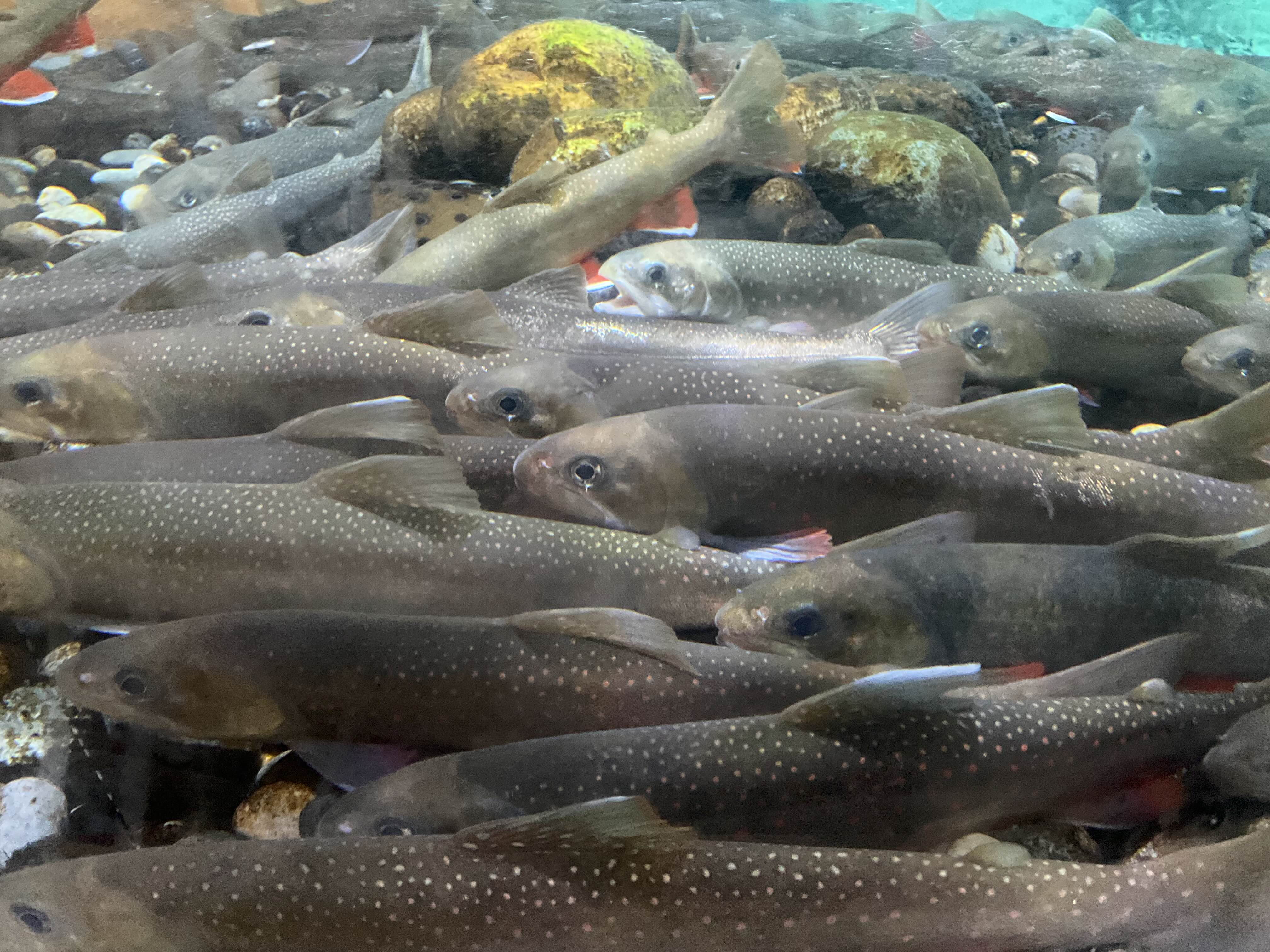
No en.

O salvelino-ártico tem um dimorfismo de tamanho distinto, anão e gigante. O salvelino-ártico anão pesa entre 0,2 e 2,3 kg e tem comprimento médio de 8 cm, enquanto o salvelino-ártico gigante pesa entre 2,3 e 4,5 kg e tem comprimento médio de 40 cm. Cada peixe pode pesar 9 kg ou mais, sendo que peixes de tamanho recorde foram capturados por pescadores no norte do Canadá, onde são conhecidos como iqaluk ou tariungmiutaq em inuctitute. Em geral, os peixes inteiros de tamanho comercial têm entre 1 e 2,5 kg. Os machos e as fêmeas do salvelino-ártico têm o mesmo tamanho.
A cor da carne pode variar de um vermelho vivo a um rosa pálido.

## Taxonomia

### Nome
O salvelino-ártico foi inicialmente descrito cientificamente no gênero Salmo como Salmo alpinus por Lineu na 10.ª edição de Systema Naturae, de 1758, que é a obra que estabeleceu o sistema de nomenclatura binomial para animais. Enquanto isso, ele descreveu o Salmo salvelinus e o Salvelinus umbla [en], que mais tarde foram considerados sinônimos do S. alpinus. John Richardson (1836) separou-os em um subgênero Salmo (Salvelinus [en]), que agora é tratado como um gênero completo. O nome do gênero Salvelinus vem do alemão Saibling - pequeno salmão.
Acredita-se que o nome em inglês deriva do irlandês antigo ceara/cera, que significa “[sangue] vermelho”, referindo-se à sua parte inferior rosa-avermelhada. Isso também está relacionado ao seu nome galês torgoch, “barriga vermelha”.
Na América do Norte, foram reconhecidas três subespécies de Salvelinus alpinus. “S. a. erythrinus” é nativo de quase toda a costa norte do Canadá. Essa subespécie é quase sempre anádroma. O S. a. oquassa [en] é nativo do leste de Quebec e do norte da Nova Inglaterra, embora tenha sido extirpado da maior parte de sua área de distribuição no nordeste dos Estados Unidos. O S. a. oquassa nunca é anádromo. O salvelino-ártico anão foi classificado como S. a. taranetzi. No entanto, esses nomes científicos não são geralmente aceitos, pois os nomes S. a. erythrinus e S. a. taranetzi geralmente se referem a subespécies endêmicas apenas da Sibéria.
O salvelino-ártico também é encontrado no Lago Pingualuit, na Península de Ungava, Quebec, um lago situado em uma cratera de impacto formada há cerca de 1,4 milhão de anos. Desde o Último Máximo Glacial, acredita-se que a alteração dos níveis de água tenha conectado o lago ao escoamento glacial e aos córregos e rios circundantes, permitindo que o salvelino nadasse rio acima até o lago. O salvelino-ártico é o único peixe encontrado no lago, e foram encontrados sinais de canibalismo de peixes.

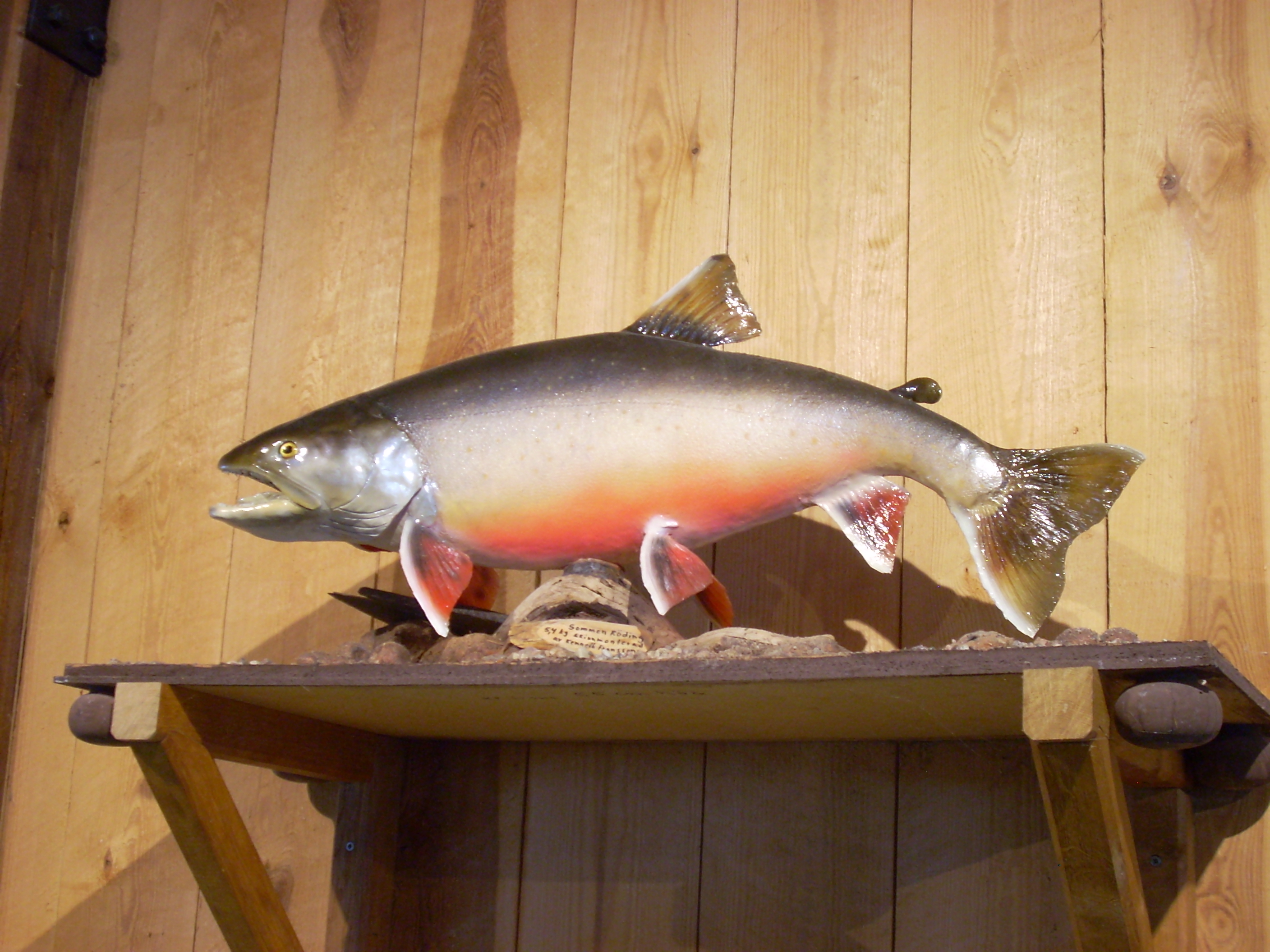
Modelo de um en (5,4 kg) em en.

### Morfos
O salvelino-ártico é notável por apresentar inúmeras variantes morfológicas aparentemente distintas, ou “morfos”, em toda a área de distribuição da espécie. Consequentemente, o salvelino-ártico tem sido chamado de “o vertebrado mais variável da Terra”. Esses morfos são frequentemente simpátricos em lagos ou rios. Os morfos geralmente variam significativamente em tamanho, forma e cor. Os morfos frequentemente demonstram diferenças no comportamento migratório, sendo peixes residentes ou anádromos, e no comportamento alimentar e posicionamento no nicho ecológico. Os morfos frequentemente cruzam entre si, mas também podem ser isolados reprodutivamente e representar populações geneticamente distintas, que foram citadas como exemplos de especiação incipiente.
Na Islândia, o Þingvallavatn é conhecido pela evolução de quatro morfos: pequeno bentônico, grande bentônico, pequeno limnético [en] e grande limnético.
Em Svalbard, na Noruega, o Lago Linnévatn, em Spitsbergen, tem peixes anadromos anões, “normais” e de tamanho normal, e o Lago Ellasjøen, na Ilha do Urso, tem um anão, um pequeno litorâneo e um grande pelágico. Em 2004, uma espécie até então desconhecida, intimamente relacionada ao salvelino-ártico, foi descoberta nadando perto do fundo do Lago Tinnsjå [en], na Noruega, a uma profundidade de 430 m; o peixe translúcido e de cor clara tem até 15 cm de comprimento e não possui bexiga natatória.
Na Suécia, normalmente são reconhecidas três formas morfológicas: storröding, större fjällröding e mindre fjällröding. Sempre que esses tipos ocorrem juntos em um mesmo lago, o storröding é o maior. Ao contrário do que o nome pode sugerir, quando o större fjällröding e o mindre fjällröding são encontrados juntos, o mindre fjällröding tende a ser o maior morfo. Mesmo dentro do grupo do storröding, podem ser encontrados morfos; por exemplo, a subespécie Sommenröding [en] do Lago Sommen tende a crescer mais rápido e atingir a maturidade sexual mais tarde do que o salvelino-ártico do Lago Vättern.

### Híbridos
O salvelino-ártico é conhecido por produzir híbridos com seus congêneres, Salvelinus namaycush (truta-do-lago) e Salvelinus fontinalis (truta-de-riacho).
O sparctic char é o híbrido intragenérico entre o salvelino-ártico e a truta-de-riacho. O sparctic char cresce mais rápido do que as espécies parentais, é mais forte e saudável e, portanto, é popular para a pesca esportiva. Alguns desses híbridos são férteis, enquanto outros são estéreis. O sparctic char foi encontrado localmente na Suécia, por exemplo, nos rios Pite e Skellefte, na parte norte do país, embora se acredite que seja relativamente incomum.
Não houve nomeação formal do híbrido entre o salvelino-ártico e a truta-do-lago, pois poucos estudos foram feitos com relação a essa hibridização.

## Ecologia

### Habitat
O salvelino-ártico pode ser anádromo ou semi-anádromo.
O salvelino-ártico encontrado ao norte da latitude de 65°N é geralmente anádromo. O salvelino-ártico anádromo passa seus anos iniciais em água doce e, uma vez maduro, migra anualmente para o ambiente marinho. A primeira migração do salvelino-ártico ocorre entre 4 e 13 anos de idade. Quando no ambiente marinho, o salvelino-ártico habita áreas costeiras e entremarés. Ele migra de volta para os lagos congelados no final do verão.
Em geral, o salvelino-ártico habita águas rasas, raramente nadando a mais de 3 m de profundidade. Uma exceção a isso se aplica aos indivíduos sem acesso ao mar, que costumam nadar muito mais fundo no verão para ocupar águas mais frias. Os salvelino-árticos anões são mais comuns em populações sem acesso ao mar como resultado da escassez de recursos (imensa competição).

### Área de distribuição
O salvelino-ártico apresenta uma distribuição predominantemente circumpolar. Não há nenhuma outra espécie de peixe de água doce encontrada em uma latitude mais alta. O salvelino-ártico é nativo das costas árticas e subárticas e dos lagos de altas altitudes. Em geral, foi observado no norte do Canadá, na Groenlândia, na Islândia, na Escandinávia, na Sibéria e no Alasca.
Os salvelinos-árticos anádromos migram para o mar anualmente entre meados de junho e de julho. Após cerca de dois meses, eles retornam à água doce para se reproduzir e passar o inverno.

### Predação
Os principais predadores do salvelino-ártico incluem lontras-marinhas (Enhyrda lutris), ursos-polares (Ursus maritimus), seres humanos (Homo sapiens), Salmo ferox [en] e outras espécies de peixes. O salvelino-ártico anão também é frequentemente consumido de forma canibal pelo salvelino-ártico gigante. Como a Salmo ferox é um predador de topo, o salvelino-ártico é, portanto, uma espécie-chave em muitos lagos de sua área de distribuição.
O salvelino-ártico geralmente demonstra crípse ao se defender de seus predadores e parecerá mais escuro em ambientes de água doce e mais claro em ambientes marinhos. Além disso, alguns filhotes têm um reconhecimento altamente sensível de odores de predadores e respondem a sinais químicos de diferentes peixes predadores.

### Dieta
A dieta do salvelino-ártico varia de acordo com a estação e o local. O salvelino-ártico é geralmente oportunista. Foram encontradas mais de 30 espécies no estômago do salvelino-ártico.
No final da primavera e no verão, o salvelino-ártico se alimenta de insetos encontrados na superfície da água, ovos de salmão, caracóis e outros crustáceos menores encontrados no fundo do lago e peixes menores, com até um terço do seu tamanho. Durante os meses de outono e inverno, ele se alimenta de zooplâncton e camarões de água doce que estão suspensos no lago e, ocasionalmente, também de peixes menores.
A dieta marinha do salvelino-ártico consiste principalmente em uma espécie de copépode (Calanus finmarchicus [en]) e krill (Thysanoessa). Os salvelino-árticos que vivem em lagos se alimentam principalmente de insetos e animais da zona bentônica. Alguns salvelinos-árticos gigantes foram registrados como canibais de seus filhotes, assim como os salvelinos-árticos anões.

## Reprodução

### Desova
A desova ocorre em bancos de areia rochosos em lagos com forte ação de ondas e em "piscinas" de fundo de cascalho mais lentas em rios. Como ocorre com a maioria dos membros da família Salmonidae, há grandes diferenças na coloração e no formato do corpo entre machos e fêmeas sexualmente maduros. Os machos desenvolvem mandíbulas em forma de gancho e adquirem uma cor vermelha brilhante. As fêmeas permanecem bastante prateadas. Os machos são poligâmicos em sua natureza sexual a cada estação. Eles circundam as fêmeas esfregando-se levemente contra elas. Quando a fêmea põe seus ovos, o macho os fertiliza, o que ocorre durante o dia. A maioria dos machos estabelece e guarda territórios e, muitas vezes, desova com várias fêmeas. A fêmea constrói o ninho.
Uma fêmea de salvelino-ártico anádromo geralmente deposita de 3.000 a 5.000 ovos. O salvelino-ártico não morre após a desova, como o Oncorhynchus, e costuma desovar várias vezes ao longo de sua vida, geralmente a cada dois ou três anos. Os filhotes de salvelino-ártico emergem do cascalho na primavera e permanecem no rio de 5 a 7 meses, ou até atingirem cerca de 15 a 20 cm de comprimento. A maturidade sexual do salvelino-ártico varia de 4 a 10 anos de idade e 50-60 cm de comprimento.

### Filhotes
O tempo até a eclosão varia, mas geralmente ocorre entre dois e três meses, sendo que os mais longos foram observados aos cinco meses. O salvelino-ártico varia entre 40 e 70 mg ao eclodir. Os filhotes são imediatamente independentes dos pais ao eclodir e permanecem no fundo do cascalho até atingirem 15-18 cm de comprimento. As taxas de crescimento do salvelino-ártico variam muito.

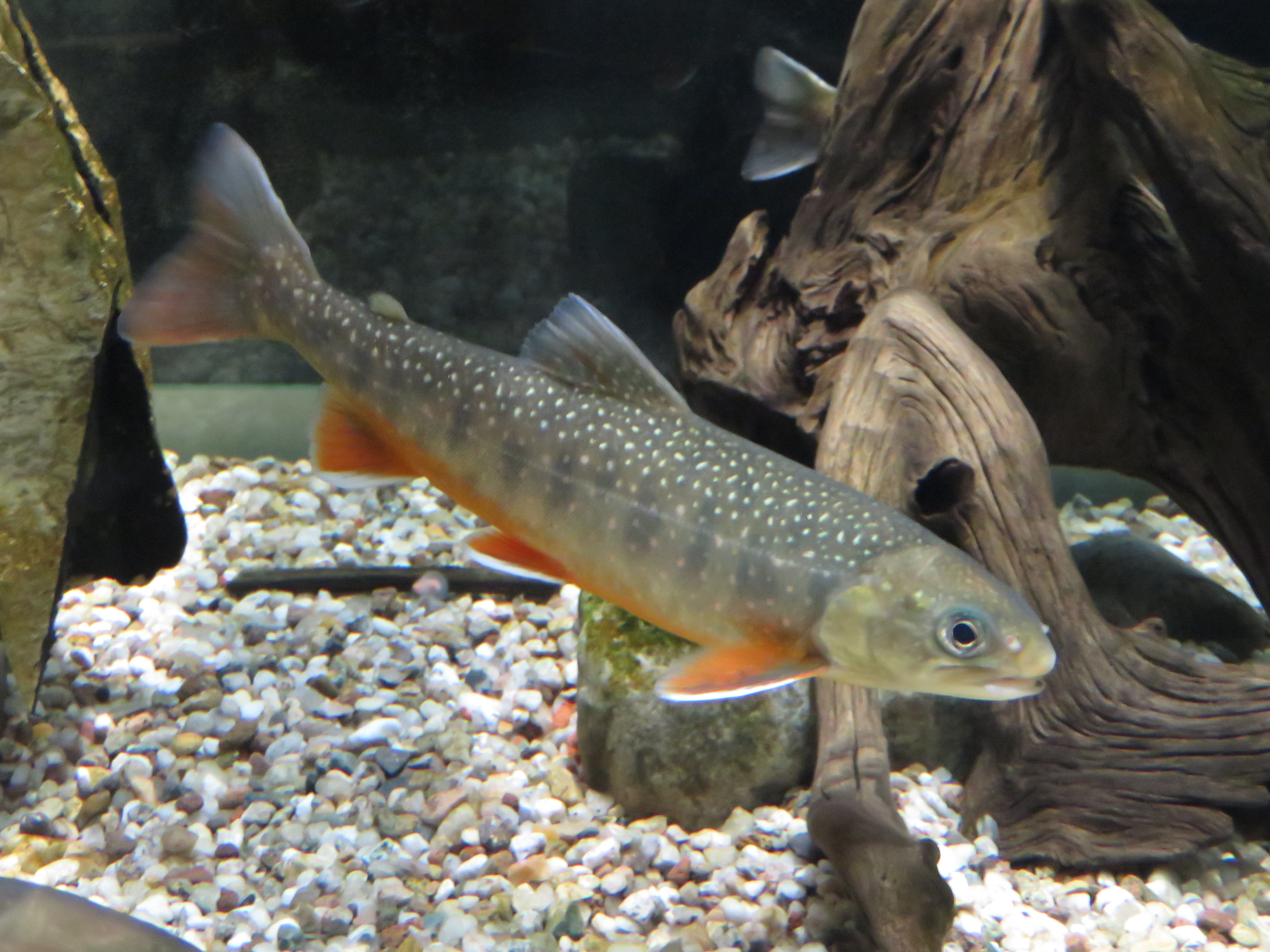
Um filhote de salvelino-ártico.
- A Natural Resources Wales libera mais de 5.500 raros salvelinos-árticos em um lago no País de Gales, em uma tentativa de preservar a espécie.
- Vídeo subaquático do salvelino-ártico em Llyn Padarn, País de Gales.

## Cultura humana

### Pesca

Produção de captura (azul) e aquacultura (verde) de salvelino-ártico (Salvelinus alpinus) em milhares de toneladas de 1960 a 2022, conforme relatado pela FAO.

Inúmeras pescarias comerciais estão localizadas em sistemas fluviais em todo o norte do Canadá, sendo a maioria em Nunavut, como nas áreas de Cumberland Sound e Cambridge Bay. Há também pescarias exploratórias para examinar o potencial de futuras áreas de pesca comercial do salvelino-ártico.
A pesca do salvelino-ártico é importante para os inuítes e para a economia de subsistência de muitos povos circumpolares. A pesca se concentra perto das comunidades e é predominantemente realizada com redes de emalhar. Em 2004, estimava-se que a colheita de subsistência na área de Cambridge Bay era cerca de 50% do tamanho da colheita comercial.

### Cultivo
As pesquisas para determinar a adequação do salvelino-ártico como espécie de cultivo estão em andamento desde o final da década de 1970. O Freshwater Institute of Fisheries and Oceans Canada, do governo canadense, em Winnipeg, Manitoba, e o Huntsman Marine Science Centre de Nova Brunswick, foram os pioneiros dos primeiros esforços no Canadá. O salvelino-ártico também é cultivado na Islândia, Estônia, Noruega, Suécia, Finlândia, Virgínia Ocidental e Irlanda.
O salvelino-ártico foi investigado pela primeira vez porque eles esperavam que ele tivesse baixas exigências de temperatura ideal e crescesse bem nas temperaturas frias da água presentes em várias áreas do Canadá. Ele poderia ser uma espécie alternativa à truta-arco-íris (Oncorhynchus mykiss) e poderia oferecer aos produtores um nicho diferente no mercado. Os esforços iniciais de pesquisa concentraram-se na identificação das necessidades culturais e das características de desempenho da espécie. O Freshwater Institute of Fisheries and Oceans Canada foi responsável pela distribuição de pequenas quantidades de ovas para produtores no Canadá; em troca, esses produtores ajudaram a determinar a adequação do salvelino-ártico em um ambiente comercial. Os estoques comerciais de reprodução do salvelino-ártico foram desenvolvidos em grande parte a partir dessas fontes.
As ovas do salvelino-ártico são chocadas em instalações especializadas de incubação. Os peixes jovens permanecem no incubatório até atingirem cerca de 100 g e, em seguida, são transferidos para tanques com capacidade para 5.000 peixes cada. O salvelino-ártico apresenta um rápido estirão de crescimento durante essa fase, atingindo seu peso de mercado de 1-2,5 kg em um ano. Eles são alimentados com pelotas secas que consistem principalmente de farinha de peixe e óleo de peixe de peixes forrageiros que são muito pequenos e ósseos para o consumo humano. Carotenoides também são adicionados, dando ao salvelino-ártico sua coloração coral característica.
Os sistemas terrestres de criação do salvelino-ártico estão entre os projetos de criação de peixes mais responsáveis do ponto de vista ambiental. Eles removem material particulado e efluentes antes de liberar a água dos tanques de peixes no meio ambiente. O lodo removido da água é usado para fertilizar culturas terrestres. As sobras do processamento de peixes podem ser incorporadas à ração de cães ou entregues a instalações locais de compostagem.
Em 2006, o programa Seafood Watch do Aquário da Baía de Monterey adicionou o salvelino-ártico como uma Melhor Escolha ambientalmente sustentável para os consumidores, afirmando que: “O salvelino-ártico usa apenas uma quantidade moderada de recursos marinhos para alimentação” e que "é cultivado em sistemas terrestres fechados que minimizam o risco de fuga para a natureza".

### Como fonte de alimento
O salvelino-ártico comercial geralmente pesa de 1 a 2,5 kg. A carne é de flocos finos e de consistência média. A cor varia entre rosa-claro e vermelho-escuro, e o sabor é parecido com algo entre truta e salmão.